# El Niño (Eldritch)
El Niño è il terzo album del gruppo power/prog livornese Eldritch pubblicato nel 1998 dalla Inside Out Music.
La versione limitata dell'album contiene la bonus track "Nebula Surface", la canzone è contenuta anche nella ristampa insieme ad altre sei tracce bonus.

## Tracce
1. Fall from Grace - 2:08
2. No Direction Home - 7:06
3. Heretic Beholder - 5:06
4. Scar - 4:28
5. Bleed Mask Bleed - 4:38
6. The Last Days of the Year - 4:32
7. From Dusk till Dawn - 5:39
8. To Be or not to Be (God) - 7:15
9. El Nino - 5:32
10. Nebula Surface - 6:00 (bonus track edizione limitata)

### Bonus ristampa
1. Dreaming
2. Intoxicated
3. Sparkling Vision
4. In my Will
5. Unfairy Tale
6. Deadicated

## Formazione
- Terence Holler - voce
- Martin Kyhn - basso, voce
- Oleg Smirnoff - sintetizzatore, pianoforte (Death SS, Vision Divine)
- Eugene Simone - chitarra, voce
- Adriano Dal Canto - batteria